# ایگل (ویرجینیای غربی)
ایگل (به انگلیسی: Engle) یک منطقهٔ مسکونی در ایالات متحده آمریکا است که در شهرستان جفرسون، ویرجینیای غربی واقع شده‌است.